# Anaspis versicolor
Anaspis versicolor là một loài bọ cánh cứng trong họ Scraptiidae. Loài này được Baudi di Selve miêu tả khoa học năm 1878.